# 李福男
李 福男（イ・ボンナム、り ふくだん、1555年6月28日 - 1597年8月16日）は、李氏朝鮮の武官。字は綏甫。諡は忠壮。本貫は羽渓。李氏朝鮮の軍部次官李光軾の曾孫。

## 生涯
武科に及第した。
1592年に日本の豊臣秀吉による文禄の役が始まった時は羅州判官であり、伏兵将に任じられて全羅道全州近傍で起きた熊峙の戦いで日本軍と交戦したが、劣勢となると安徳院に撤退した。
1597年から慶長の役では全羅兵使の高位にあり、日本軍の侵攻に対応するため南原城へ救援に赴くが、自軍兵士は脱走により50人ほどにまで減少した。南原に到着するころにはすでに日本軍が南原城の包囲を始めていたが、助防将の金敬老や山城別将の申浩らと共に決死の覚悟で鑼角を吹き鼓を鳴らしながら万福寺前の大路を行進し、日本軍が驚いて見守るなかで南門から入城することに成功した。
同年、日本軍の攻撃で南原城の戦いが始まると北門を最後まで守って討ち死にした。この時、主将の明の楊元は落城間近に西門より脱出している。

## 注記
1. ↑  李炯錫『壬辰戦乱史（文禄･慶長の役） 上巻』1977年、東洋図書出版
2. ↑  「李福男」の項（『朝鮮人名辞書』朝鮮総督府中枢院編、1937年